# Linus Thörnblad
Carl Linus Thörnblad (født 6. marts 1985 i Lund) er en svensk højdespringer. Hans personlige rekorder lyder på 2,34 m (udendørs) og 2,38 m (indendørs). I internationale konkurrencer har han opnået en sølvmedalje ved EM i Birmingham 2007 samt en bronzemedalje ved indendørs-VM i Moskva 2006. 